# Indonemoura yangi
Indonemoura yangi är en bäcksländeart som beskrevs av Li, W. och Ding Yang 2006. Indonemoura yangi ingår i släktet Indonemoura och familjen kryssbäcksländor. Inga underarter finns listade i Catalogue of Life.